# Choe Hyo-gyong
Choe Hyo-gyong (kor.최효경; ur. 10 maja 2000) – północnokoreańska zapaśniczka walcząca w stylu wolnym. Brązowa medalistka olimpijska z Paryża 2024 w kategorii 53 kg. 
Brązowa medalistka igrzysk azjatyckich w 2022. Mistrzyni Azji w 2025 roku.